# Vapenhus

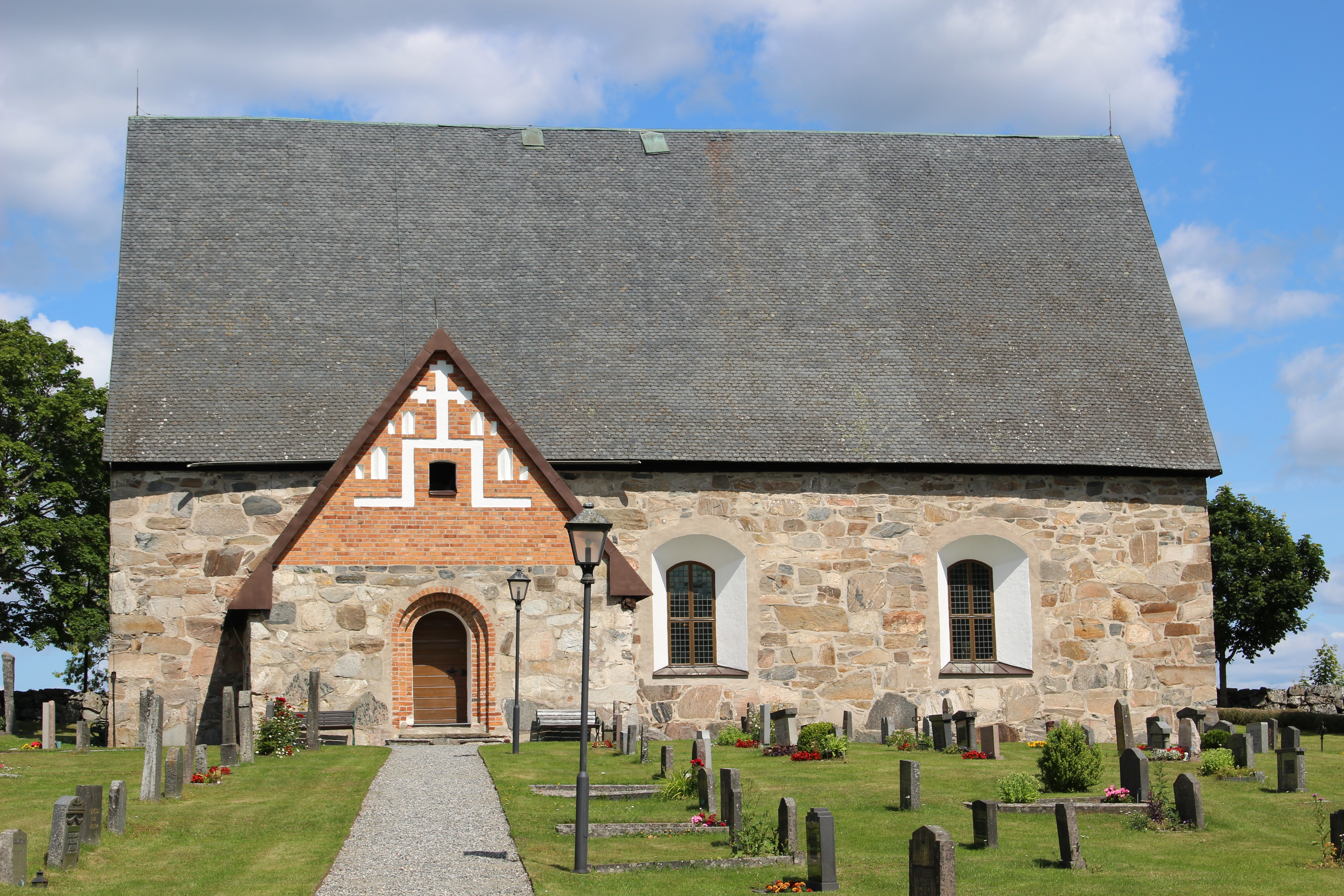
Vapenhuset i Kårsta kyrka

Vapenhus kallas förhuset utanför huvudingången till de senmedeltida landskyrkorna i Skandinavien och Finland. Detta har vanligen legat på kyrkans sydsida. Dessa, ofta sekundära tillbyggnader, kallas i alla de berörda länderna för vapenhus (danska våbenhus, norska våpenhus, finska asehuone). Någon gång har sådana förhallar förekommit även framför andra ingångar. Ibland har bottenvåningen i kyrkor med västtorn tjänat som vapenhus. På Gotland saknas vapenhus i denna bemärkelse. Beteckningen på sådana i de tyskspråkiga länderna är Vorhalle. Där är ordet vapenhus okänt i sammanhanget och får betraktas som karakteristiskt för de nordiska länderna.

## Tillkomst och användning
Sveriges äldsta vapenhus är det vid Källa ödekyrka från 1200-talet. I norska Sogndal finns ett tidigt vapenhus från år 1314 som har hört till en gårdskyrka. Sannolikt har seden att bygga vapenhus successivt blivit allt mer etablerad. Många har byggts under första hälften av 1400-talet men ett mycket stort antal har byggts kring år 1500 eller i början av 1500-talet. Utvecklingen är svår att bedöma eftersom många vapenhus kan ha varit byggda i trä och rivits. De flesta vapenhus är byggda i en våning med ingång från sydsidan och täckta av mer eller mindre branta sadeltak. Planen är rektangulär. Vanligen är de byggda i gråsten men även i trä och i Danmark i tegel. Gavelröstet och portalomfattningen brukar vara i tegel med dekorativa detaljer i murverket. Många är dock murade utan tegel och all dekor. Murarna är ofta metertjocka och saknar fönster. Om fönster förekommer är de ofta mycket små, bara vindsfönster kan vara större och försedda med luckor. I Sverige och Finland har vapenhuset i allmänhet tegelvalv som antagligen har föregåtts av tak i trä. I Danmark är innertaket i allmänhet platt. Vapenhusvinden är i de större vapenhusen oftast tillgänglig inifrån vapenhuset eller från stora kyrkvinden.
En förklaring till vapenhusens tillkomst är att skydda kyrksalen mot oväder och kyla, men mot det kan invändas att samtidens byggnader i allmänhet saknade förstuga. Den vanligaste förklaringen till vapenhusens tillkomst är att kyrkobesökare där skulle lämna sina vapen vid besök i kyrkan. Detta stöder sig på själva benämningen men också på Olaus Magnus romantiserade skildring av de krigiska förfädernas kyrkobesök. Det har ändå i äldre tider inte varit förbjudet att föra med sig vapen till kyrkan eller att föra in dem i kyrkorummet. Det är osäkert i hurudan mängd man förde med sig vapen till kyrkan och om man uppförde särskilda förvaringsutrymmen för dem i Sverige. En bättre förklaring måste sökas på annat håll. I Danmark och därmed Skåne, Halland och Blekinge fram till 1658, förvarades böndernas vapen ofta i kyrkorna.
Spridda belägg finns för att ordet vapenhus skulle avse ett vapenförråd. I försvarskyrkorna bör ett sådant förråd ha varit en självklarhet men också landskyrkor kan ha tjänat som tillflykt i krigssituationer och behövt ett vapenförråd. Om vapenförråd har funnits i vanliga kyrkor kan de ha funnits på vinden eller i kistor eller skåp i bottenvåningen. Vapenhusen var starkt byggda och hade ofta bomhål vid dörren, som gjorde det möjligt att spärra ingången inifrån.
En del vapenhus har vid östväggen ett altare och väggnischer och har även använts som kapell. Där har också botgörare fått vistas under gudstjänsten och ceremonier av olika slag har ägt rum. Sådana är bikt, primsigning av odöpta, djävulsutdrivning, förberedelse för gudsdom mm. Man kan anta att de senare tillkomna användningssätten med tiden har börjat överväga och att vapenhusen till slut inte nödvändigtvis hade något alls med vapenförvaring att göra.

## Bilder

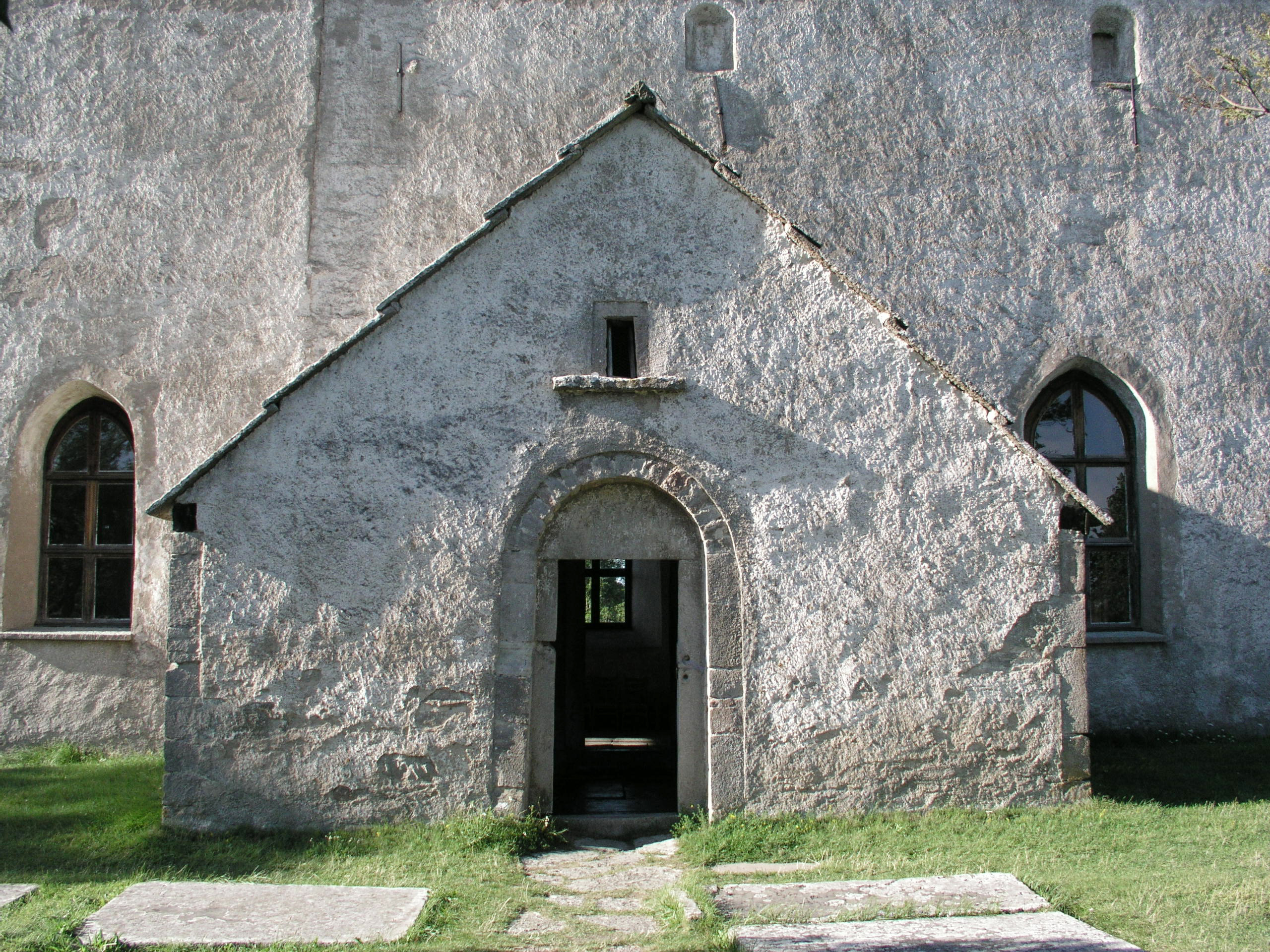
Källa ödekyrkas vapenhus från 1200-talet
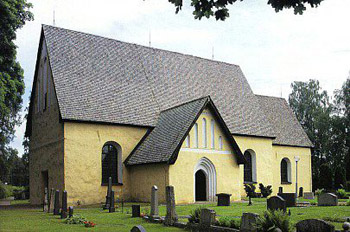
Ärentuna kyrkas vapenhus från strax före 1435
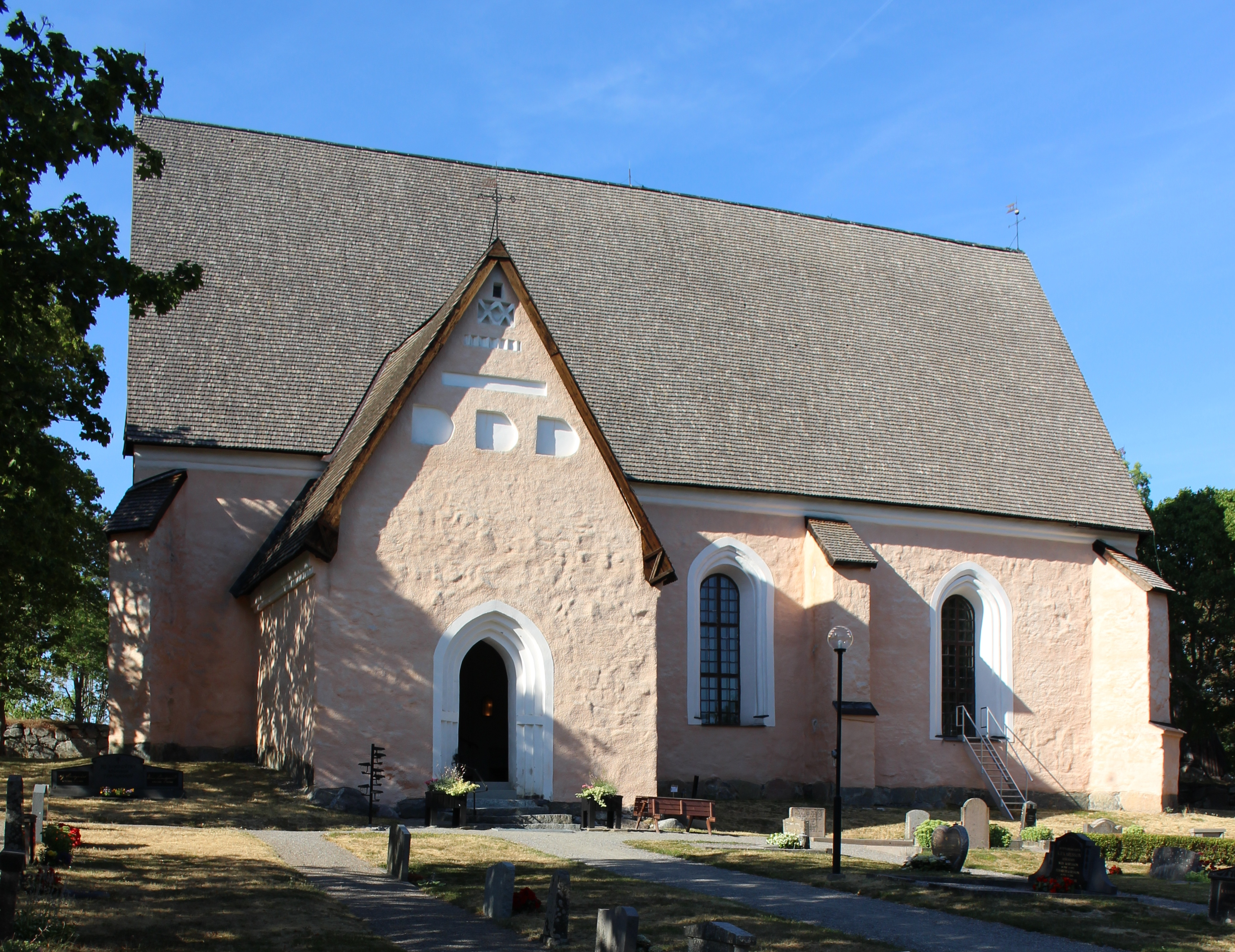
Hjälsta kyrkas vapenhus med en dörr från 1486
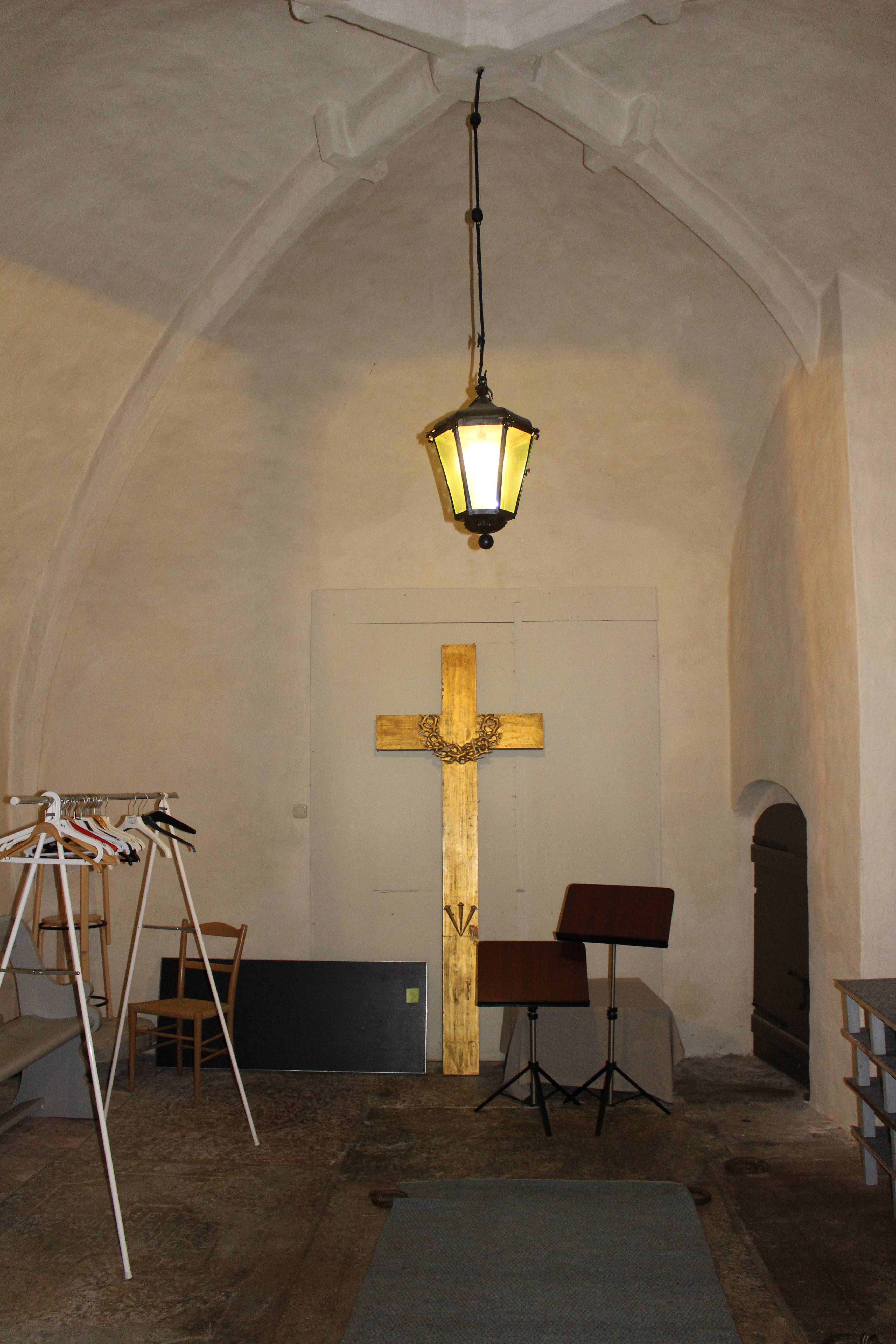
Trapphusdörren i vapenhuset i Kårsta kyrka för till vapenhus- och kyrkvinden
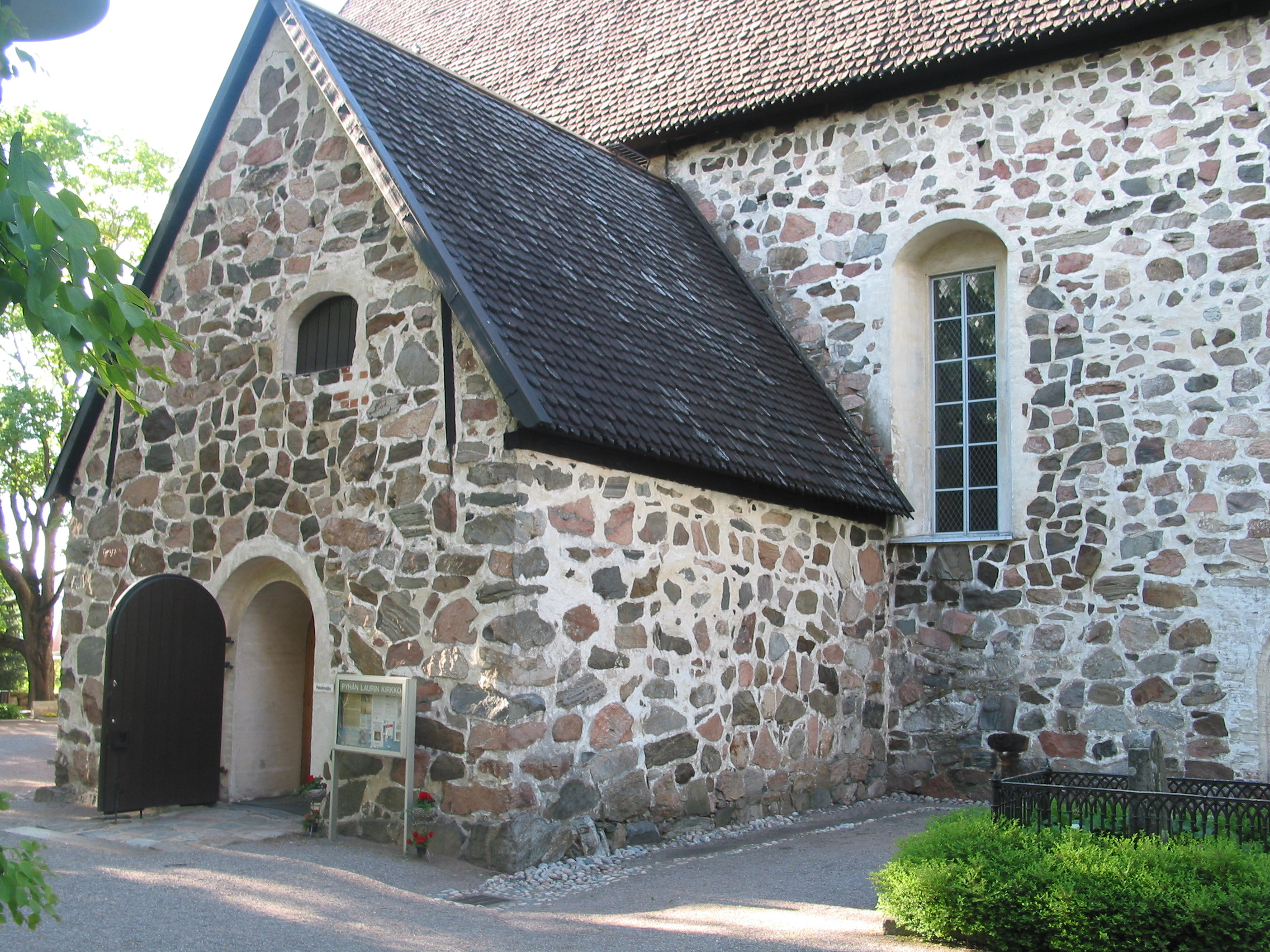
Lojo kyrkas vapenhus med en utepredikstol från ca 1490
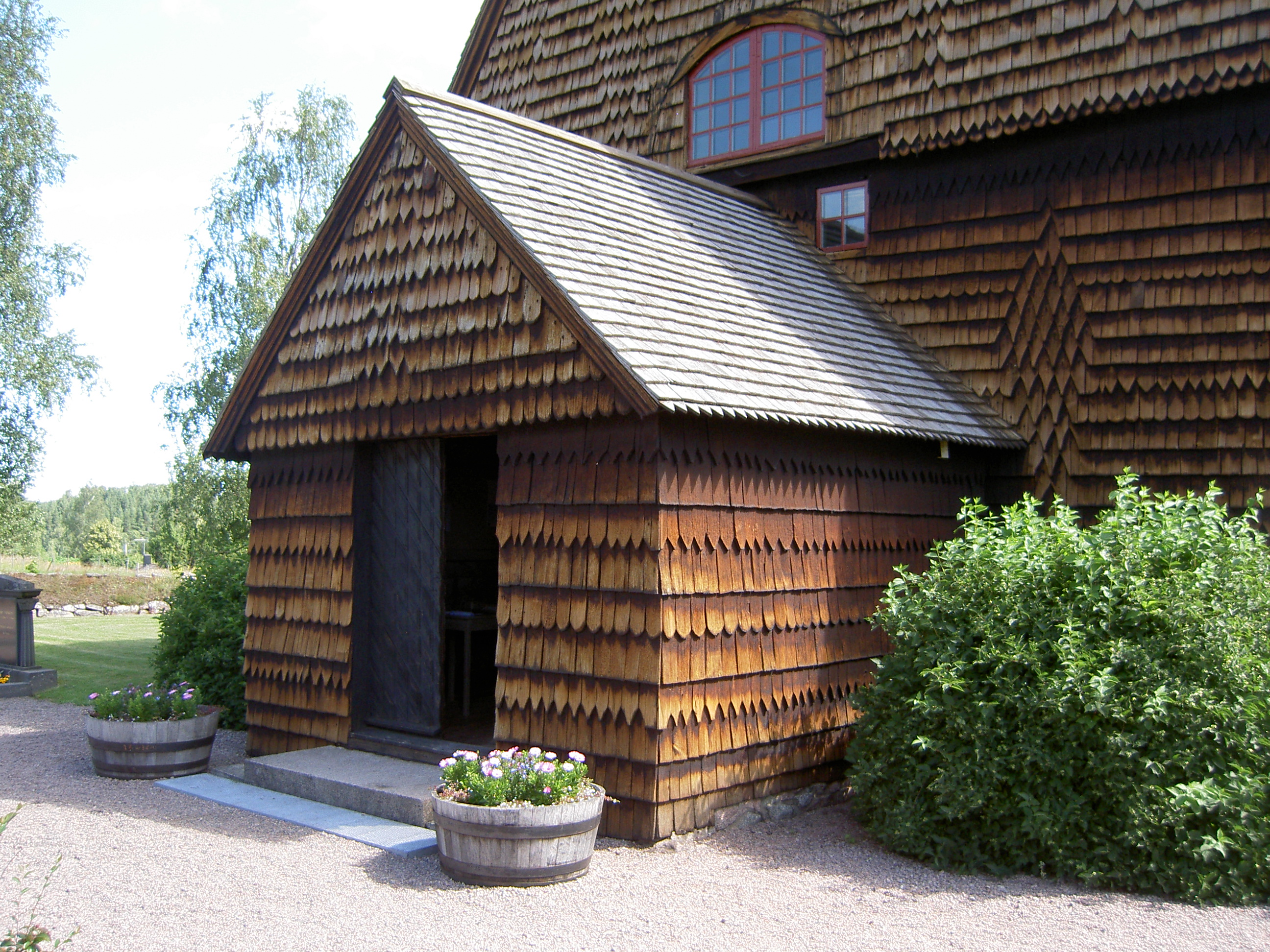
Vapenhuset i Djursdala kyrka från 1692